# Comunità missionarie
Per comunità missionarie si intendono quelle comunità cristiane nate in seno alla Chiesa cattolica per condividere in maniera trasversale tra tutto il popolo di Dio, ordinati,  consacrati,  laici, l'impegno missionario della Chiesa.
Con il decreto Ad Gentes del Concilio Vaticano II, la Chiesa cattolica ha riconosciuto l'impegno missionario quale dovere di ogni battezzato.

## Apostolato e missionarietà
L'impegno missionario o missionarietà, non va, però, confuso con l´apostolato. La Lumen Gentium del Concilio Vaticano II ha ampiamente riconosciuto la possibilità di tutti i battezzati di annunciare la Parola di Dio, pur nella diversità di ruoli.
Per secoli, l'annuncio della Parola era stato prerogativa dei ministri ordinati e si esplicava, principalmente, con l'omelia o predica, cioè con la predicazione durante la Messa domenicale o in occasioni di itinerari di predicazione nelle piazze e nelle strade.
Oggi la Chiesa considera l'apostolato come sinonimo di testimonianza; inoltre il livello culturale dei fedeli laici si è innalzato. Questo ha fatto sì che a molti laici è stata riconosciuta la possibilità di fare catechesi ai bambini, ai giovani e agli adulti.

## La missionarietà e gli ordini religiosi
La missionarietà, invece, consiste in un andare, uno spostarsi verso, un abbandonare la propria terra per annunciare Cristo ai lontani. Da sempre la Chiesa, basti pensare ai Santi Cirillo e Metodio, ha inviato uomini in terre non cristiane, ma solo dalla fine del XIX secolo in poi sono nate vere e proprie "comunità missionarie".
Tali comunità, a differenza degli ordini religiosi dediti alla predicazione e all'apostolato, come i Domenicani, sono composti da uomini e donne, laici, consacrati e sacerdoti, e si dedicano non solo all'annuncio del Vangelo, ma anche al progresso umano e materiale dei popoli che incontrano.
Molti ordini religiosi mendicanti, come i Francescani, hanno dato vita a congregazioni o rami che si dedicano espressamente all'annuncio missionario. Non solo, la Chiesa cattolica italiana ha istituito il PIME (Pontificio Istituto Missioni Estere), che ha fatto proprio l'impegno missionario senza caratterizzarsi per una specifica spiritualità.

## I martiri
I missionari cattolici sono tuttora oggetto di assalti ed uccisioni in varie parti del mondo. L'agenzia Fides, agenzia stampa del Vaticano parte della Congregazione per l'Evangelizzazione dei Popoli, pubblica ogni anno un elenco degli operatori pastorali rimasti uccisi, includendo sacerdoti, religiosi, seminaristi e volontari laici.

## Comunità missionarie maschili
- Fratelli Missionari di San Francesco d'Assisi
- Istituto di Santa Maria di Guadalupe per le Missioni Estere
- Istituto Missioni Consolata
- Istituto Spagnolo di San Francesco Saverio per le Missioni Estere
- Istituto per le Missioni Estere di Yarumal
- Missionari Comboniani del Cuore di Gesù
- Missionari del Preziosissimo Sangue
- Missionari di Mariannhill
- Missionari d'Africa
- Missionari della Carità
- Missionari della Natività di Maria
- Missionari di San Giuseppe del Messico
- Missionari Figli del Cuore Immacolato di Maria
- Missionari Oblati di Maria Immacolata
- Pontificio Istituto Missioni Estere (PIME)
- Società Clericale dei Missionari dei Santi Apostoli
- Missionari di San Carlo (Scalabriniani)
- Società dei Missionari Indiani
- Società dei Sacerdoti di San Giacomo
- Società del Verbo Divino
- Società delle Missioni Africane
- Società delle Missioni Estere di Bethlehem in Svizzera
- Società di San Colombano per le Missioni Estere
- Società di San Patrizio per le Missioni Estere
- Società Missionaria di San Giuseppe di Mill Hill
- Società Missionaria di San Paolo
- Società per le Missioni Estere degli Stati Uniti d'America (di Maryknoll)
- Società per le Missioni Estere della Provincia di Québec
- Società per le Missioni Estere di Parigi
- Società per le Missioni Estere di Scarboro
- Società Portoghese per le Missioni
- Società Salesiana di San Giovanni Bosco
- Comunità missionaria di Villaregia

## Comunità missionarie femminili
- Missionarie dell'Istituto delle Figlie della Carità Canossiane
- Missionarie Crociate della Chiesa
- Missionarie Catechiste dei Poveri
- Missionarie della Carità
- Suore Agostiniane Missionarie
- Suore Francescane Missionarie di Maria
- Suore Missionarie dell'Apostolato Cattolico
- Suore Missionarie della Consolata
- Suore Missionarie dello Spirito Santo
- Suore Missionarie di Maria Immacolata e di Santa Caterina da Siena
- Suore Missionarie di Nostra Signora d'Africa
- Suore Missionarie di Nostra Signora degli Apostoli
- Suore Missionarie Pie Madri della Nigrizia
- Comunità missionaria di Villaregia
- Società Missionaria di Maria